# Hermann Haack (Kartograf)

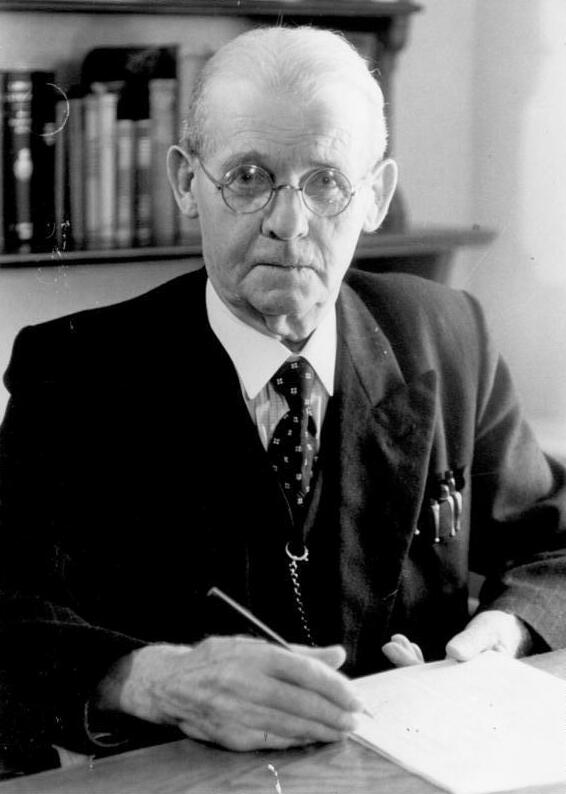
Hermann Haack (1957)

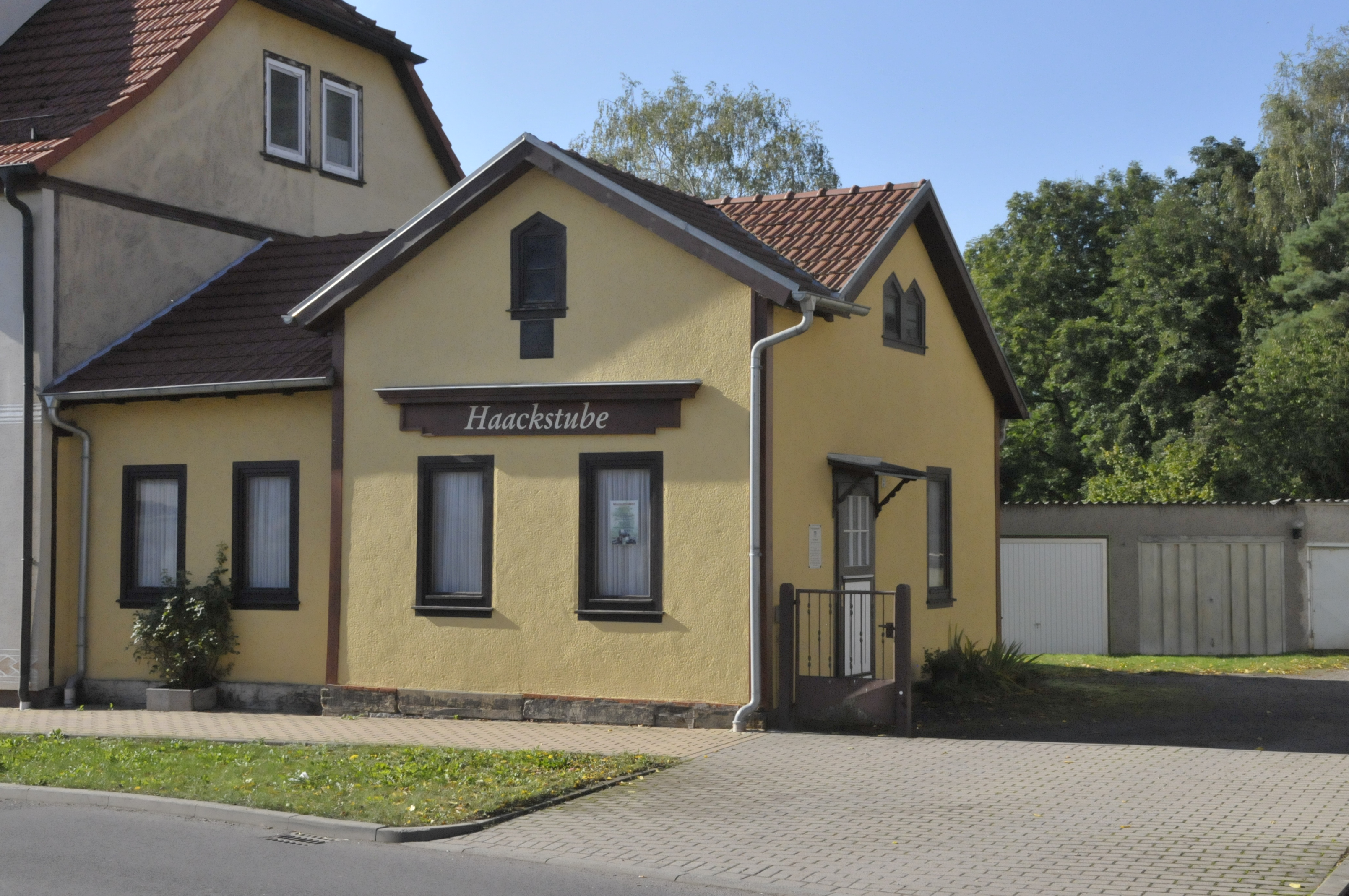
Geburtshaus in Friedrichswerth

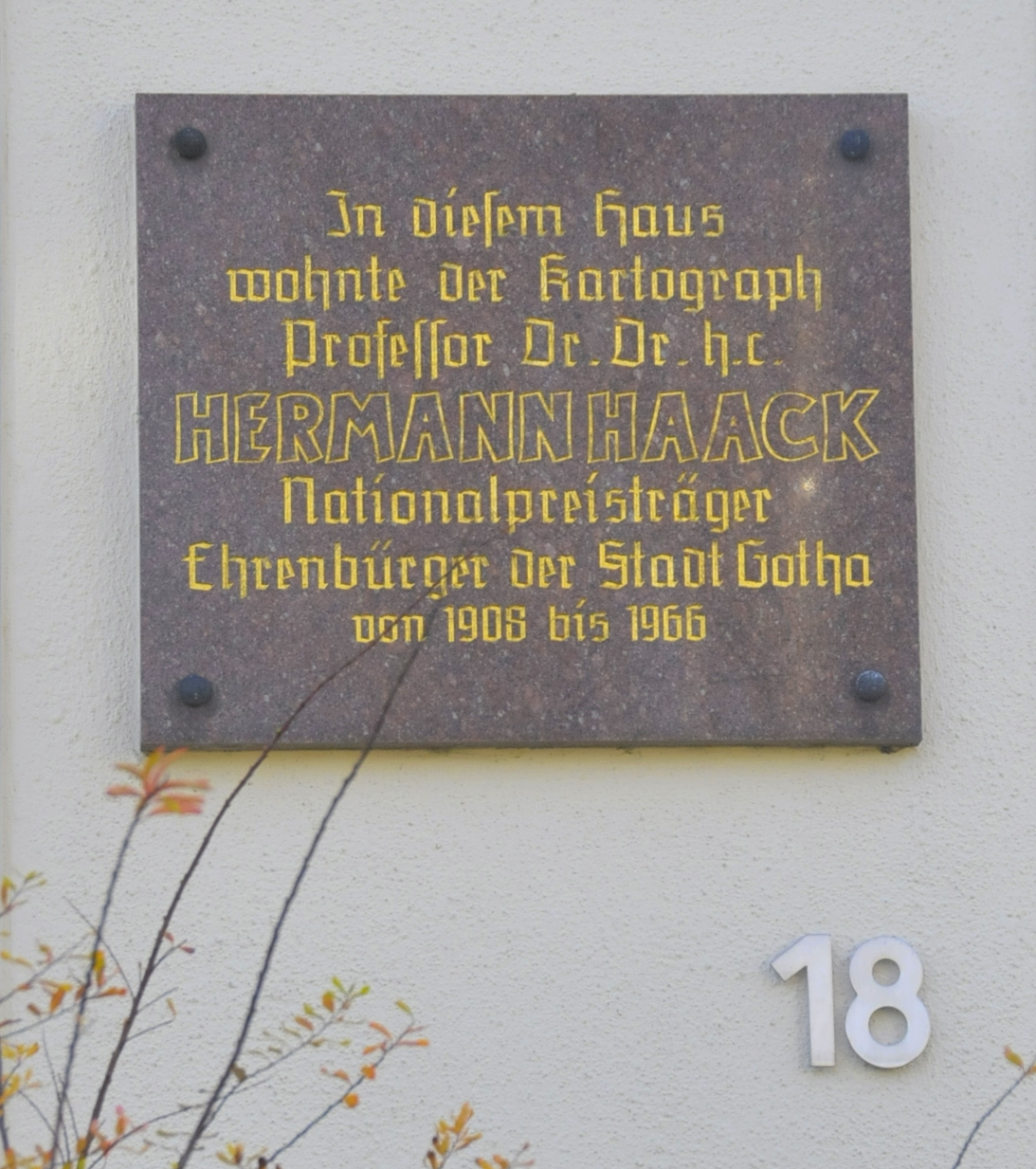
Gedenktafel am Haus Gotha, Emminghausstr. 18

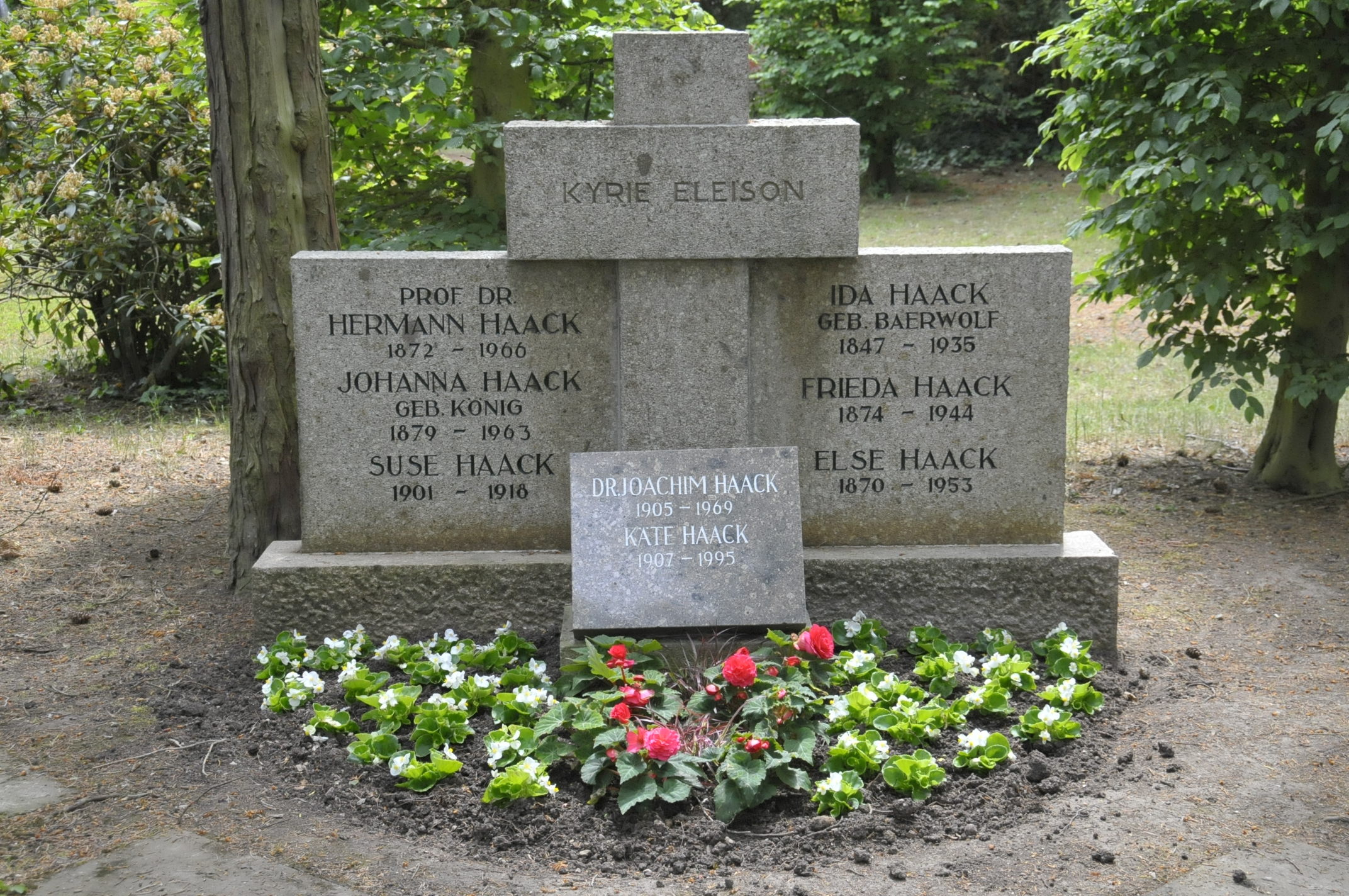
Grabstätte auf dem Hauptfriedhof Gotha

Hermann Otto Haack (* 29. Oktober 1872 in Friedrichswerth; † 22. Februar 1966 in Gotha) war ein deutscher Kartograf.

## Leben
Hermann Haack stammte aus einfachen Verhältnissen. Sein Vater betrieb in Friedrichswerth eine Posthalterei. 1878 bis 1883 besuchte Haack die örtliche Volksschule. Durch einen Zufall machte er die Bekanntschaft von Bernhard Perthes, der ihn finanziell förderte und ihm dadurch ein Studium in Halle ermöglichte. Zum Frühjahrssemester 1893 begann Haack dort sein Studium der Geografie und Kartografie.
Später wechselte er an die Universität Göttingen und wurde dort Schüler des Kartografen Hermann Wagner. Durch dessen Empfehlung wurde Haack dann in Berlin Assistent von Ferdinand von Richthofen. 1896 beendete Haack das Studium erfolgreich mit seiner Dissertation „Über die mittlere Höhe von Südamerika“.
Nach Beendigung seiner Militärzeit 1897 als Einjährig-Freiwilliger bekam Haack eine feste Anstellung bei der Geographischen Anstalt Justus Perthes in Gotha, wo er bereits als Student immer wieder mal gearbeitet hatte. Das erste große Projekt, an dem Haack beteiligt war, war der „Deutsche Schulatlas“ seines Lehrmeisters Richard Lüddecke. Nach dessen frühem Tod im Jahre 1888 übernahm Hermann Habenicht diese Funktion.
Ab 1898 war Haack federführend bei der Entwicklung der Perthes'schen Schulwandkarten. Von jeder Karte wurden drei Ausgaben (geografisch, historisch, physikalisch) angefertigt. Sehr kräftige Farben gewährleisteten, dass die wesentlichen Karteninhalte in den Klassenräumen auch auf Entfernung gut erkennbar waren. Hier setzte er auch die bereits vorhandene Farbsymbolik für physikalische Karten fort: grün = Ebene; rot = Städte; blau = Gewässer; braun = Gebirge. Diese bereits im 19. Jahrhundert bei Justus Perthes entwickelte „physische Farbgebung“ (auch: physikalische F.) hat ihre Bedeutung für den Schulunterricht bis heute kaum verloren.
Auch an einer vollständigen Überarbeitung von Stielers Hand-Atlas war Haack maßgeblich beteiligt. Die zehnte Ausgabe erschien von 1920 bis 1944 in mehreren Lieferungen mit über 250 Karten (in Kupfer gestochen).

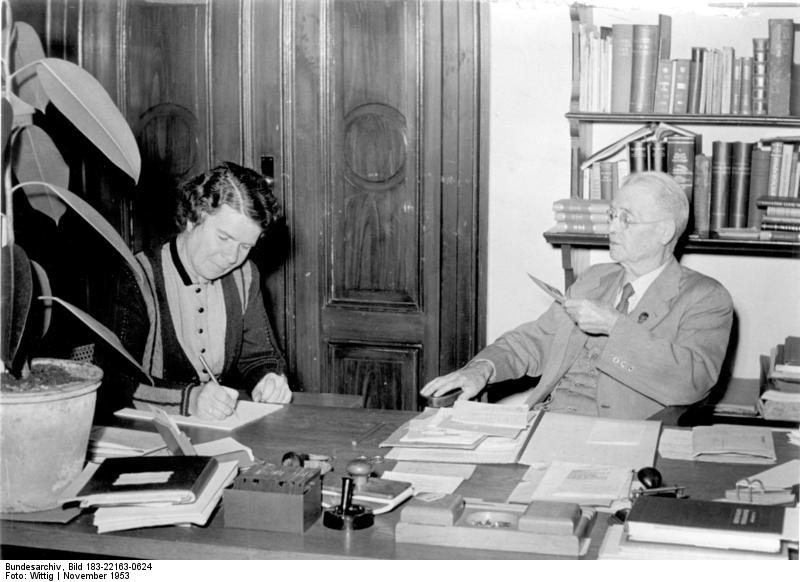
Haack mit seiner Sekretärin Goetsch (1953)

1903 gründete Haack die Zeitschrift Geographischer Anzeiger. Als er 1912 den Verband Deutscher Schulgeographen gründete, fungierte diese Zeitschrift als Vereinszeitschrift. Der Verband wurde 1935 durch die Gleichschaltung in den NS-Lehrerbund eingegliedert (Neugründung 1949 in der Bundesrepublik Deutschland). 1944 zog sich Haack ins Privatleben zurück. Nach Kriegsende holte die damalige sowjetische Besatzungsmacht Haack wieder in die Geographische Anstalt zurück, wo er fast bis an sein Lebensende arbeitete. Haack war von 1948 bis 1954 Chefredakteur von Petermanns Geographische Mitteilungen. Er galt der Besatzungsmacht sowie später in der DDR als Vertrauensperson, da er seit 1932 „Korrespondierendes Mitglied der Geographischen Gesellschaft der UdSSR“ war.
Nach der entschädigungslosen Enteignung durch den Rat der Stadt Gotha im Januar 1953 wurde der nun volkseigene Gothaer Justus Perthes Verlag im Oktober 1955 umbenannt in VEB Hermann Haack Geographisch-Kartographische Anstalt Gotha. Haack Gotha war bis 1989 der einzige Verlag der DDR für kartographische Schulpublikationen (v. a. Atlanten und Wandkarten).
Nach der Reprivatisierung firmierte der Verlag 1992 in Justus Perthes Verlag Gotha GmbH um. Er gehört seither zur Firmengruppe Klett; seit 2003 als Klett-Perthes Verlag. Zum 31. März 2016 erloschen auch die letzten verlegerischen Aktivitäten des ehemaligen Hauses Justus Perthes nach mehr als 230 Jahren in Gotha.
Der Grabstein von Hermann Haack – 2014 mittels einer Spende von Stephan Justus Perthes restauriert – befindet sich heute im Ehrenhain auf dem Hauptfriedhof Gotha.

## Auszeichnungen
- 1942: Goethe-Medaille für Kunst und Wissenschaft
- 1952: Ehrendoktorwürde der Friedrich-Schiller-Universität Jena
- 1953: Alexander-von-Humboldt-Medaille der Gesellschaft für Erdkunde zu Berlin
- 1953: Ehrenbürgerschaft von Gotha und Friedrichswerth
- 1953: Nationalpreis der DDR
- 1957: Vaterländischer Verdienstorden in Silber